# Џејмс Фримен
Џејмс Фримен (енгл. James Freeman; Габороне, 28. март 2001) боцвански је пливач чија специјалност су трке слободним стилом. Вишеструки је национални првак и рекордер у великим и малим базенима. 
Од августа 2020. студент је на Универзитету Минесоте, за чију пливачку сакцију наступа.

## Спортска каријера
Фримен је пливање почео да тренира још као трогодишњи дечак, а његов први тренер је била његова мајка Менди, која је радила као пливачки тренер у локалном клубу. Са озбиљнијим пливачким тренинзима започео је након пресељења у Јужноафричку Републику, у град Преторију, а деби на међународној сцени је имао у јулу месецу 2017. када је наступио на Омладинским играма комонвелта на Бахамима, где је освојио и прву медаљу, бронзу у трци на 1.500 метара слободним стилом. Била је то уједно и прва пливачка медаља у историји боцванског пливања, освојена на неком међународном такмичењу. Месец дана касније по први пут је наступио и на светском јуниорском првенству у Индијанаполису. 
Био је једини мушки пливач у репрезентацији Боцване на Олимпијским играма младих у Буенос Ајресу 2018. године.  
Прво велико сениорско такмичење на коме је наступио је било светско првенство у великим базенима у корејском Квангџуу 2019. године. У Кореји је Фримен пливао у две квалификационе трке, на 200 слободно је дисквалификован, док је трку на 400 слободно завршио на 39. месту. 